# Den vita filmen
Den vita filmen, originaltitel Trois couleurs: Blanc, är en fransk-polsk dramafilm från 1994 av den polske regissören Krzysztof Kieślowski. 
Filmen ingår i trilogin Trikoloren (Trois couleurs). Manus av Kieślowski och Krzysztof Piesiewicz. Musiken är skriven av Zbigniew Preisner.

## Rollförteckning
- Zbigniew Zamachowski - frisören Karol Karol
- Julie Delpy - Dominique
- Janusz Gajos - Mikolaj
- Jerzy Stuhr - Jurek
- Aleksander Bardini - notarien
- Grzegorz Warchol - en elegant man
- Cezary Harasimowicz - inspektören
- Jerzy Nowak - en gammal bonde
- Jerzy Trela - herr Bronek
- Cezary Pazura - valutaväxlingshajen
- Michel Lisowski - tolken
- Philippe Morier-Genoud - domaren